# 特里豐·伊雲洛夫
特里豐·馬林諾夫·伊雲洛夫（1965年7月27日—2016年2月13日）是保加利亞的著名職業足球運動員，司職中後衛，綽號「狼人」，1994年世界盃足球賽殿軍成員，1996年獲選為保加利亞足球先生。
2016年2月13日因心臟病逝世。

## 外部連結
- Biography
- Profile at ExpertFootball